# 1998 FIFAワールドカップ日本代表
1998 FIFAワールドカップ日本代表（1998 フィファワールドカップにっぽんだいひょう）は、1998年にフランスで行われたFIFAワールドカップの日本代表。

## 概説
ドーハの悲劇でアメリカ大会の出場権を逃した日本代表は、アジア最終予選でイラン代表とのプレーオフに勝利し（ジョホールバルの歓喜）、アジア第3代表としてワールドカップ初出場を果たした。
監督は、アジア最終予選の間にコーチから昇格した岡田武史が指揮した。選手選考は、前任者の加茂周時代からのメンバーを踏襲しながらも、本大会までの半年間にテストを行い、Jリーグの新人でもある小野伸二や市川大祐の二人を抜擢した。故障による離脱者が出ることを考慮して大会前のスイス合宿には25名を連れて行き、そこから本戦登録メンバー22名を選ぶという方法を採った。開幕8日前の6月2日に岡田監督が記者会見を行い、市川、三浦知良、北澤豪の3名が登録メンバーから外れると発表した。なお、三浦と北澤の二人はチームに帯同せず、会見の前にキャンプを去り帰国した。日本代表を支えてきた二人の落選は大きな話題となり、残ったメンバーに少なからず動揺を与えた。バルセロナ五輪アジア予選とアトランタ五輪本大会に出場した世代がチームの中心となり、5年前のアジア最終予選を経験した「ドーハ組」はキャプテンのDF井原正巳とFW中山雅史の二人だけだった。登録選手全員がJリーグの国内クラブに所属し、平均年齢は25.3歳だった。
基本システムは3-4-1-2 。正GKは川口能活、DFは秋田豊・中西永輔の2ストッパーとスイーパーの井原が固め、両WBは左が相馬直樹、右が名良橋晃の鹿島コンビ。2ボランチの名波浩・山口素弘と司令塔の中田英寿がゲームを組み立て、FWは中山と城彰二の2トップという布陣だった。試合途中の交代メンバーには、FWの呂比須ワグナーやMFの平野孝が起用された。
アジア最終予選では3バックから4バックへの変更が成功したが、本番の対戦チームに強力な2トップがいることから岡田監督は再度3バックへ戻すことを決断した。選手たちが3バックに悪いイメージを持たないよう、ビデオを見せながら理詰めで納得させた。しかし、強化試合の都合などにより3バックへの切替えが遅れたため守備面の構築に時間を取られてしまい、攻撃面にまで手が回らないままワールドカップ本番を迎えることになった。

## 大会経過
本大会ではグループHに入り、アルゼンチン、クロアチア、ジャマイカと対戦した。2度の優勝経験を持つアルゼンチン以外の3カ国は初出場という極めて珍しいグループだった。岡田は1勝1敗1分け（勝ち点4）での決勝トーナメント進出を目標に挙げた。
6月14日 グループH アルゼンチン戦（トゥールーズ）
初戦アルゼンチン戦は、破壊的な攻撃力をもつ強豪を相手にディフェンシブな姿勢で臨んだ。急造の3バックはよく機能したが、前半28分にゴール前のこぼれ球をFWガブリエル・バティストゥータに決められ失点。手堅い出来のアルゼンチンに対して、後半は幾度か攻め上がりチャンスを作れたが得点は奪えず、実力差通りに0-1で敗れた。
6月20日 グループH クロアチア戦（ナント）
第2戦クロアチア戦は酷暑の中での持久戦となった。引き気味のクロアチアに対して主導権を握り、前半34分に中田のクロスから中山が最大の決定機を迎えたが、GKに阻まれた。逆に後半32分にカウンターからFWダヴォール・シューケルのゴールを許してしまい、攻撃的な選手を投入するも追いつけず、2連敗で決勝トーナメント進出の望みが絶たれた。
6月26日 グループH ジャマイカ戦（リヨン）
第3戦ジャマイカ戦はともに2連敗同士、ワールドカップ初勝利を賭けた試合となった。日本は攻勢に試合を進めるも、隙を突かれてMFセオドア・ウィットモアに2ゴールを奪われた。敗戦の気配が漂う中で、後半29分に呂比須のヘディングの折り返しを中山が合わせて日本のワールドカップ初ゴールを記録した。その後、チーム最年少（18歳）の小野が交代出場して才能の片鱗を見せたが、3試合連続で1点差を追いつけず、3戦全敗という結果で初のワールドカップを終えた。
アーセン・ベンゲルは日本代表の戦いぶりについて「ディフェンスは全体的に良かった」「攻撃は相手ゴール25m前からが課題」「ストライカーをどうするかが、2002年に向けての最大の課題のひとつ」と評価した。
落選した三浦からエースのポジションを引きついだ城は大会無得点に終わり、歯の噛み合わせを良くするためにガムを噛んでいた 事が「不真面目」だと批判されるなど、グループリーグ敗退の戦犯扱いされた。日本帰国時には空港で出迎えたファンからペットボトルの水を浴びせられる仕打ちを受けた。
ワールドカップにおける日本人初ゴールを記録した中山は、2006 FIFAワールドカップの抽選会に招待されている。

## 本大会登録メンバー
- 「出場状況」欄の「○」はフル出場、「▼」は途中交代アウト、「▲」は途中交代イン、数字は前半の試合開始からの経過時間（分）、「得点」は獲得得点をそれぞれ表す。
- 「年齢」「所属クラブ」は、開会式が行われた1998年6月10日時点。

| 背番号 | 選手名         | Pos. | 生年月日（年齢）       | 所属クラブ             | 出場状況               | 出場状況             | 出場状況             | 備考 |
| 背番号 | 選手名         | Pos. | 生年月日（年齢）       | 所属クラブ             | アルゼンチン戦 6月14日 | クロアチア戦 6月20日 | ジャマイカ戦 6月26日 | 備考 |
| ------ | -------------- | ---- | ---------------------- | ---------------------- | ---------------------- | -------------------- | -------------------- | ---- |
| 1      | 小島伸幸       | GK   | 1966年1月17日（32歳）  | ベルマーレ平塚         |                        |                      |                      |      |
| 2      | 名良橋晃       | DF   | 1971年11月26日（26歳） | 鹿島アントラーズ       | ○                      | ▼79                  | ○                    |      |
| 3      | 相馬直樹       | DF   | 1971年7月19日（26歳）  | 鹿島アントラーズ       | ▼84                    | ○                    | ○                    |      |
| 4      | 井原正巳       | DF   | 1967年9月18日（30歳）  | 横浜マリノス           | ○                      | ○                    | ○                    | 主将 |
| 5      | 小村徳男       | DF   | 1969年9月6日（28歳）   | 横浜マリノス           |                        |                      | ▼59                  |      |
| 6      | 山口素弘       | MF   | 1969年1月29日（29歳）  | 横浜フリューゲルス     | ○                      | ○                    | ○                    |      |
| 7      | 伊東輝悦       | MF   | 1974年8月31日（23歳）  | 清水エスパルス         |                        |                      |                      |      |
| 8      | 中田英寿       | MF   | 1977年1月22日（21歳）  | ベルマーレ平塚         | ○                      | ○                    | ○                    |      |
| 9      | 中山雅史       | FW   | 1967年9月23日（30歳）  | ジュビロ磐田           | ▼65                    | ▼61                  | ○ 1得点              |      |
| 10     | 名波浩         | MF   | 1972年11月28日（25歳） | ジュビロ磐田           | ○                      | ▼84                  | ▼79                  |      |
| 11     | 小野伸二       | MF   | 1979年9月27日（18歳）  | 浦和レッドダイヤモンズ |                        |                      | ▲79                  |      |
| 12     | 呂比須ワグナー | FW   | 1969年1月29日（29歳）  | ベルマーレ平塚         | ▲65                    | ▲84                  | ▲59 1アシスト        |      |
| 13     | 服部年宏       | MF   | 1973年9月23日（24歳）  | ジュビロ磐田           |                        |                      |                      |      |
| 14     | 岡野雅行       | FW   | 1972年7月25日（25歳）  | 浦和レッドダイヤモンズ |                        | ▲61                  |                      |      |
| 15     | 森島寛晃       | MF   | 1972年4月30日（26歳）  | セレッソ大阪           |                        | ▲79                  |                      |      |
| 16     | 斉藤俊秀       | DF   | 1973年4月20日（25歳）  | 清水エスパルス         |                        |                      |                      |      |
| 17     | 秋田豊         | DF   | 1970年8月6日（27歳）   | 鹿島アントラーズ       | ○                      | ○                    | ○                    |      |
| 18     | 城彰二         | FW   | 1975年6月17日（22歳）  | 横浜マリノス           | ○                      | ○                    | ▼59                  |      |
| 19     | 中西永輔       | DF   | 1973年6月23日（24歳）  | ジェフユナイテッド市原 | ○                      | ○                    |                      |      |
| 20     | 川口能活       | GK   | 1975年8月15日（22歳）  | 横浜マリノス           | ○                      | ○                    | ○                    |      |
| 21     | 楢﨑正剛       | GK   | 1976年4月15日（22歳）  | 横浜フリューゲルス     |                        |                      |                      |      |
| 22     | 平野孝         | MF   | 1974年7月15日（23歳）  | 名古屋グランパスエイト | ▲84                    |                      | ▲59                  |      |

## スタッフ
- 岡田武史（監督）
- 小野剛（コーチ）
- マリオ（GKコーチ）
- フラビオ（フィジカルコーチ）

## 試合結果
グループリーグ・グループH
| チーム       | 勝点 | 試合 | 勝利 | 引分 | 敗戦 | 得点 | 失点 | 差 |
| ------------ | ---- | ---- | ---- | ---- | ---- | ---- | ---- | -- |
| アルゼンチン | 9    | 3    | 3    | 0    | 0    | 7    | 0    | +7 |
| クロアチア   | 6    | 3    | 2    | 0    | 1    | 4    | 2    | +2 |
| ジャマイカ   | 3    | 3    | 1    | 0    | 2    | 3    | 9    | -6 |
| 日本         | 0    | 3    | 0    | 0    | 3    | 1    | 4    | -3 |

すべてフランス時刻(CET)
| 1998年6月14日 14:30 |

| アルゼンチン          | 1 – 0    | 日本 |
| バティストゥータ 28分 | レポート |      |

| スタッド・トゥールーズ, トゥールーズ 観客数: 33,400人 主審: マリオ・ファン・デル・エンデ （オランダ） |

| 1998年6月20日 14:30 |

| 日本 | 0 – 1    | クロアチア    |
|      | レポート | シュケル 77分 |

| スタッド・ド・ボージョワール, ナント 観客数: 35,500人 主審: ラメッシュ・ラムダン （トリニダード・トバゴ） |

| 1998年6月26日 16:00 |

| 日本          | 1 – 2    | ジャマイカ              |
| 中山雅史 74分 | レポート | ウィットモア 39分, 54分 |

| スタッド・ジェルダン, リヨン 観客数: 39,100人 主審: ギュンター・ベンケ （オーストリア） |